# جورج جاي غراهام جونيور
جورج جاي غراهام جونيور (بالإنجليزية: George J. Graham Jr.)‏ هو منظر سياسي أمريكي، ولد في 12 نوفمبر 1938 في دايتون في الولايات المتحدة، وتوفي في 30 نوفمبر 2006.